# Leuștean
Leușteanul (Levisticum officinale) este o plantă perenă comestibilă, folosită drept condiment în    supe și în alte feluri de mâncare. Planta poate crește până la înălțimi de doi metri și are flori galbene.
Este o plantă mediteraneană, folosită pentru prima oară ca aliment în Italia.
Rădăcina leușteanului este pivotantă și de dimensiuni mari, putând atinge lungimi de peste un metru. Tulpina este groasă, tubulară, înaltă de doi-trei metri. Frunzele sunt compuse, dublu sectate, cu marginea foliolelor dințată. Leușteanul înflorește vara, dând naștere unor flori compuse în forma unei umbrele (inflorescențe umbeliforme), de culoare galbenă, din care se formează semințele.
Deși provine din regiuni mai calde, leușteanul s-a adaptat bine în România. Nu este o plantă pretențioasă: rezistă atât la căldură excesivă, cât și la îngheț. Este o plantă perenă: cultivat în grădină, leușteanul trăiește în medie 7-10 ani. Leușteanul crește pe soluri grele și reci, spre deosebire de rudele sale care preferă soluri nisipoase și calde. Frunzele de leuștean se pot recolta după nevoie, vara, iar toamna se formează mănunchiuri care se usucă și se pot păstra tot timpul iernii în saci de pânză sau în borcane. O metodă alternativă de păstrare o reprezintă presarea puternică a frunzelor verzi în borcane, peste care se adaugă multă sare de bucătărie.